# هوکنهورن
هوکنهورن (به لاتین: Hockenhorn) یک کوه در سوئیس است که در کانتون برن واقع شده‌است. هوکنهورن ۳٬۲۹۳ متر بالاتر از سطح دریا واقع شده‌است.